# Sneekermeer 800
De Sneekermeer 800 is een stalen zeilschip met vaste kiel. Dit type kajuitjacht is eind jaren zestig ontworpen door R. Moedt en gebouwd door Jachtwerf Moedt, op de werf in Oppenhuizen en met als verkoophaven Sneek. De laatste zijn aan het eind van de jaren tachtig afgeleverd. Door de toepassing van vrij zwaar gegalvaniseerd staal is het schip erg duurzaam en varen er twintig jaar nadat de productie is gestaakt nog relatief veel rond.
Het schip is 8 meter lang, 2,5 meter breed en heeft een diepgang van 1,1 meter. Met de originele mast is de doorvaarthoogte 9.20 meter, met gestreken mast 1.85 meter
Oorspronkelijk zijn de mast en giek van hout, maar tegenwoordig zijn er ook schepen waarbij deze zijn vervangen door aluminium. Standaard is de Sneekermeer voorzien van en maststrijkinstallatie, waardoor de mast eenvoudig gestreken kan worden. 
De Sneekermeer heeft een zogenaamd torentuig, en is standaard voorzien van een fok en een grootzeil. De afmetingen van het grootzeil zijn: voorlijk: 7,2 meter, onderlijk: 3,08 meter, achterlijk: 7,2 meter. De totale zeiloppervlakte bedroeg oorspronkelijk 23 vierkante meter. Veel eigenaren hebben dit vergroot door een genua toe te passen. Het originele zeilteken is een klavertjevier.
Er zijn een groot aantal verschillende uitvoeringen. Sommige schepen zijn uitgevoerd met een inboardmotor, oorspronkelijk vaak een eencilinder dieselmotor van 10 pk, of een Albin benzinemotor. Later zijn deze motoren meestal vervangen door iets zwaardere motoren. Er zijn ook versies gebouwd voor een buitenboordmotor, weer in twee variaties, één met een bun, achter de helmstok, en één waarbij de buitenboordmotor achter het schip aan de spiegel werd bevestigd.
Het schip is ontworpen met een tweeledig doel. Ten eerste voor de verhuurmarkt in Friesland. Ten tweede als relatief goedkope gezinsboot voor een doelgroep die over wilde stappen van de openzeilboot naar een kajuitjacht. Veel schepen zijn door de werf "casco" afgeleverd en verder afgebouwd door hun eerste eigenaar, dit verklaart dat er op dit moment Sneekermeers varen met zeer diverse inrichtingen en uitvoeringen. Afhankelijk van de indeling is de Sneekermeer voorzien van drie of vier vaste slaapplaatsen, een W.C. en een klein kombuisblokje met meestal niet meer dan twee pitten en een gootsteentje. 
Door de relatief geringe diepgang en de beperkte hoogte met bij gestreken mast is de Sneekermeer geschikt voor alle Nederlandse binnenwateren. Door de grote stabiliteit en het relatief kleine zeiloppervlak is de boot zeer stabiel. Vanwege deze stabiliteit is het ook geschikt voor het IJsselmeer, de Zeeuwse stromen en de Waddenzee. Ervaren zeilers gebruiken het bij goed weer ook voor tochten op de Noordzee. 
Over de zeileigenschappen van de Sneekermeer wordt verschillend geoordeeld. Het schip is zeer stabiel, slaat daardoor niet snel om en loopt niet snel uit de koers. Het is met weinig zeilervaring goed en veilig te zeilen. Door het grote gewicht en het relatief geringe zeiloppervlak is het schip wel erg traag, terwijl het ook veel minder hoog aan de wind kan zeilen dan moderne jachten met een vergelijkbare lengte. Bij zware golfslag is er veel hinder van buiswater. Om deze reden is de Sneekermeer tegenwoordig meestal van een buiskap voorzien. 